# Егалије (Гар)
Егалије (фр. Aigaliers) насеље је и општина у јужној Француској у региону Лангдок-Русијон, у департману Гар која припада префектури Ним.
По подацима из 2011. године у општини је живело 491 становника, а густина насељености је износила 17,5 становника/km². Општина се простире на површини од 28,06 km². Налази се на средњој надморској висини од 212 метара (максималној 350 m, а минималној 117 m).

## Демографија
| 1962. | 1968. | 1975. | 1982. | 1990. | 1999. | 2011. |
| ----- | ----- | ----- | ----- | ----- | ----- | ----- |
| 196   | 224   | 241   | 257   | 306   | 386   | 491   |

График промене броја становника у току последњих година